# Francesco Casaretti
Francesco Casaretti (Roma, 29 ottobre 1939) è un attore, regista, commediografo e saggista italiano.

## Biografia
Dopo aver frequentato l'Accademia nazionale d'arte drammatica, lavora per alcuni anni come attore. 
Dal 1963 regista e redattore in vari programmi culturali televisivi. 
Nel 1968 scrive e dirige il film Eat it che segna il debutto cinematografico di Paolo Villaggio. Protagonista Frank Wolff, in un doppio ruolo. Musiche di Ennio Morricone. L'insuccesso del film lo spinge a emigrare in Perù dove per un anno dirige una telenovela.
Tornato in Italia riprende a lavorare per la televisione. 
Nel 1976 debutta al Teatro di Roma diretto da Luigi Squarzina con la sua prima commedia, La difficoltà iniziale. Nel 1977 un'altra sua commedia Prima del compimento viene rappresentata dalla Compagnia Vittorio Sanipoli-Arnaldo Ninchi.
Dall'inizio degli anni 1980 si dedica completamente allo studio e alla pratica della filosofia taoista e, dal 1992, pubblica nove saggi sull'argomento.

## Filmografia

### Attore

#### Cinema
- Il magistrato, regia di Luigi Zampa (1959)
- Era notte a Roma, regia di Roberto Rossellini (1960)
- Un alibi per morire, regia di Roberto Bianchi Montero e Piero Costa (1962)
- Il colpaccio, regia di Bruno Paolinelli (1976)

#### Televisione
- La trappola, episodio di Aprite: polizia!, regia di Daniele D'Anza (1958)
- Grandezza naturale, regia di Carlo Lodovici (1963)

### Regista e sceneggiatore
- Eat it (1968)

## Teatro

### Attore
- Romagnola, (1958) regia di Luigi Squarzina
- Rashomon, (1960)  regia di Arnoldo Foà

### Autore
- La difficoltà iniziale. Teatro di Roma (1976)
- Prima del compimento, compagnia Arnaldo Ninchi-Vittorio Sanipoli (1978)
- Milena ovvero Emilie du Chatelet, con Milena Vukotic, regia di Maurizio Nichetti (2021)

## Opere
- Taoismo una via femminile alla conoscenza, Sperling & Kupfer, 1992
- Totò, Tati e il Tao, Sperling & Kupfer, 1993
- Il Tao dell'Eros, Sperling & Kupfer, 1994
- Perché l'Oriente, Sperling & Kupfer, 1995
- Iniziazione all'Amore taoista, Mediterranee, 1999
- Iniziazione al Mondo delle donne, Mediterranee, 2001
- Iniziazione a un Mondo di coccole, Mediterranee, 2004
- Tao e Tantra, Mondadori, 2008
- Taoisti d'Occidente, Mondadori, 2011